# 王定國 (作家)
王定國（1955年12月9日—），臺灣企業家、作家。

## 生平
生於彰化鹿港，早年因家境貧困而遭受羞辱，造就在成年後位居高處仍謙卑的性格。自述其文學啟蒙於16歲時，4年後便榮獲《臺灣時報》和聯合報文學獎。1971年到1985年間為創作早期，作品以短篇小說、散文為主，多具熾熱的理想與抱負。而後停止創作，轉而從商，中年復筆後篇幅有逐漸拉長的趨勢，風格則帶有「哀愁與憂鬱」之特質。
青年時開始寫作，作品以短篇小說為主，曾獲全國大專小說創作獎、時報文學獎、聯合報小說獎。後從事建築業，封筆多年。中年後重新開始寫作，2013年起重回文壇密集發表新作，又先後獲得2013年中國時報開卷周報年度十大好書、2014年台北國際書展大獎、2014年金鼎獎、2015年聯合報文學大獎、2015年中國時報開卷周報開卷好書獎等獎項。2015年出版首部長篇小說《敵人的櫻花》，此書亦被外譯為多國語文版本，包含英文(Granta Books,2019)、越南文(Nhà Xuất Bản Hà Nội,2019)、德文（Arche Literatur Verlag AG, 2018）、義大利文(Neri Pozza Editore, 2018)等語言版本。
現任國唐建設董事長。

## 寫作風格
王定國的創作文類有散文和小說。作品大都與童年的處境息息相關，而且有一特色：「那就是描繪人間的幻滅絕望，從幻滅破壞中觀察人性」（李喬）。因此，在他筆下的人物「各個深含悲情」（自敘）。王定國精巧地運用許多伏筆，善於表達小說中人物與事件互相撞擊的關係，並且充分表達現代人的心理。
王定國將視角設置於虛構人物，以此聆聽且為人物說出隱藏委屈的聲音。其書寫策略無非為了揭示與理解現代人無家可歸的困境。王定國的文學救贖遂有兩層意義：一是以文學揭露最真實的社會樣貌，並藉由展示小說人物的生存困境，將讀者帶入文字，有極其強烈的人道主義關懷。二是從虛構人物視角寫作，反視自我。王定國曾說：「是因為過了中年以後突然惶恐起來的困境中，猛然對自己的價值生出一種強烈的不信任感，才會在4年前某個夜晚悄悄又拾起筆來。」

## 著作

### 長篇小說
- 《敵人的櫻花》（台北：印刻，2015）
- 《昨日雨水》（台北：印刻，2017）

### 中短篇小說
- 《離鄉遺事》（台北：蘭亭書店，1982）
- 《宣讀之日》（台北：五千年出版社，1985）
- 《我是你的憂鬱》（台北：希代書版，1988）
- 《沙戲》（台北：聯合文學，2004）
- 《那麼熱，那麼冷》（台北：印刻，2013；簡體字版，南京：譯林出版社，2015）
- 《誰在暗中眨眼睛》（台北：印刻，2014；簡體字版，南京：譯林出版社，2016）
- 《戴美樂小姐的婚禮》（台北：印刻，2016）
- 《神來的時候》（台北：印刻，2019）
- 《夜深人靜的小說家》（台北：印刻，2021）

### 散文
- 《細雨菊花天》（台北：采風出版社，1982）
- 《隔水問相思》（台北：晨星出版社，1988）
- 《企業家，沒有家：一個台灣商人的愛與恨》（台北：新自然主義，1994）
- 《憂國：台灣巨變一百天》（台北：希望出版社，1996）
- 《探路》（台北：印刻，2017）

### 選集
- （合集）《美麗蒼茫》（台北：聯合文學，2001初版，2021再版）
- （自選集）《隔水問相思》（台北：華成圖書，2003）

## 外部連結
- 宋澤萊：〈 王定國創作年譜﹝初稿﹞〉 （页面存档备份，存于）